# Folium (papier)

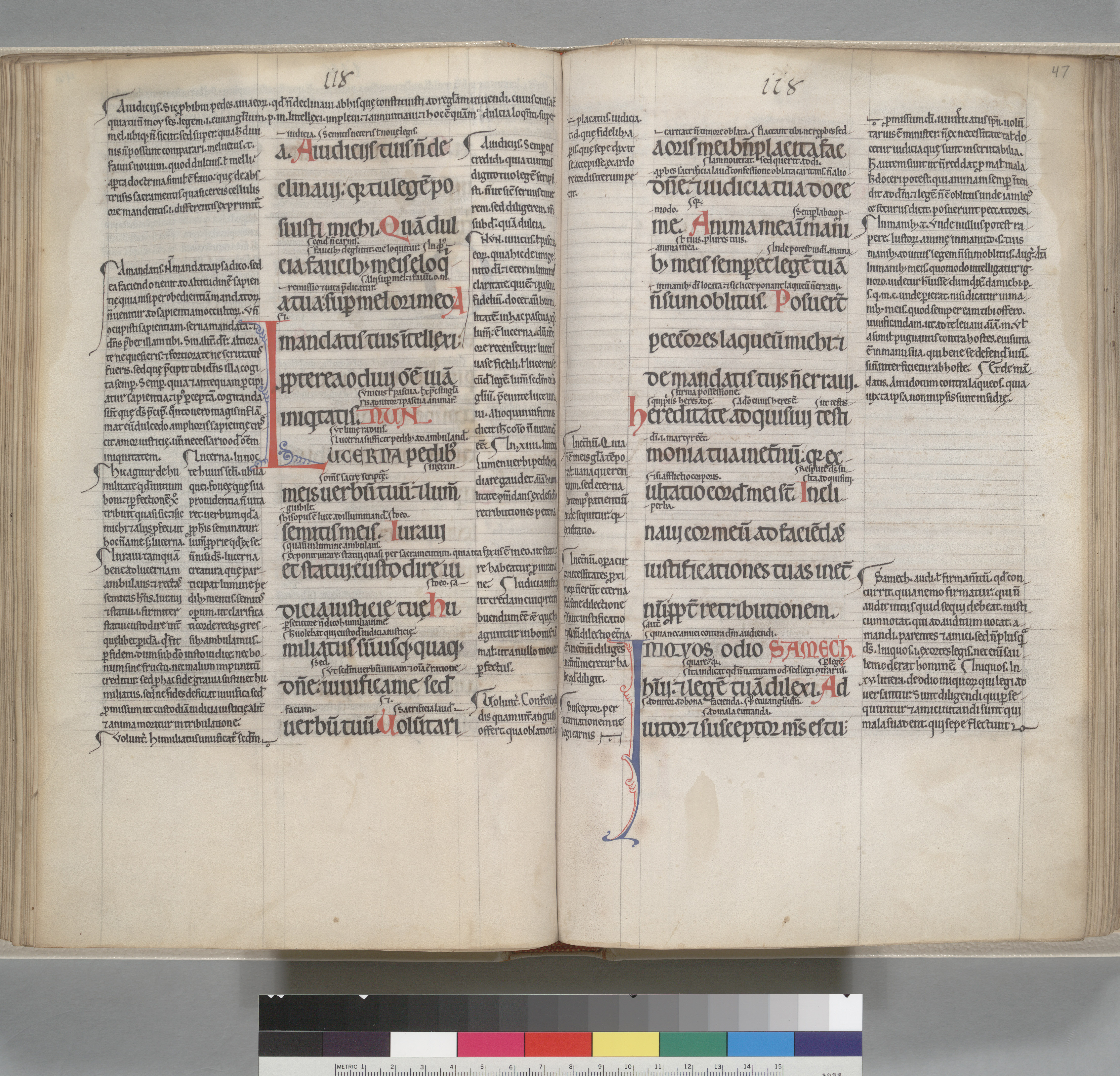
Psautier médiéval (XIIème siècle) conservé à la Bancroft Library, bibliothèque de l'université de Berkeley.

Un folium (pluriel folia) est une des feuilles d'un manuscrit médiéval (codex), d'un incunable ou d'un post-incunable.
Le mot « folium » issu du latin médiéval est généralement abrégé « fol. » qui est souvent  prononcé « folio » bien que le mot folio désigne en codicologie un format (imposition). Employé pour désigner une feuille d'un livre, le terme folio est donc un gallicisme.